# Historia de la Ciudad del Vaticano

## Precedentes

### Estados Pontificios
Los Estados Pontificios o «Estados de la Iglesia» estuvieron formados por un conglomerado de territorios básicamente centroitalianos que se mantuvieron como un estado independiente entre los años 752 y 1870 bajo la directa autoridad civil de los papas, y cuya capital fue Roma.

### Fin de los Estados Pontificios (1870)
En 1870 el rey italiano Víctor Manuel II capturó la ciudad de Roma y la declaró capital de Italia el 1 de enero de 1871, terminando así con los Estados Pontificios. El papa Pío IX y sus sucesores discutieron la legitimidad de estos actos y proclamaron que eran "prisioneros" en la Ciudad del Vaticano. Todo ello en un clima en el cual los papas desarrollaron actitudes de enfrentamiento hacia la secularización creciente de la sociedad en Europa, que era sobre todo evidente bajo el papa Pío X, que en 1904 cortó relaciones diplomáticas con el gobierno francés por introducir la educación secular en las escuelas francesas y  el 1 de septiembre de 1910 presentaba el juramento antimodernista para todos los sacerdotes. Durante la Primera Guerra Mundial, ante la insistencia del gobierno italiano, los gobiernos Aliados decidieron excluir la participación de la Santa Sede en el establecimiento de la posguerra de paz. El 1 de agosto de 1917, el papa Benedicto XV publicó un plan de paz de cinco puntos, que no disfrutó de caso alguno por la comunidad internacional, una vez más por las presiones gubernamentales italianas.

## Reconocimiento mutuo entre Italia y la Santa Sede
Los Pactos de Letrán o pactos lateranenses del 11 de febrero de 1929 proporcionaron el reconocimiento mutuo entre el entonces Reino de Italia y la Santa Sede. Los pactos fueron negociados entre el Cardenal y secretario de Estado Pietro Gasparri en nombre de la Santa Sede y Benito Mussolini, el líder fascista y primer ministro italiano en nombre del rey Víctor Manuel III. Existen tres pactos diferentes:

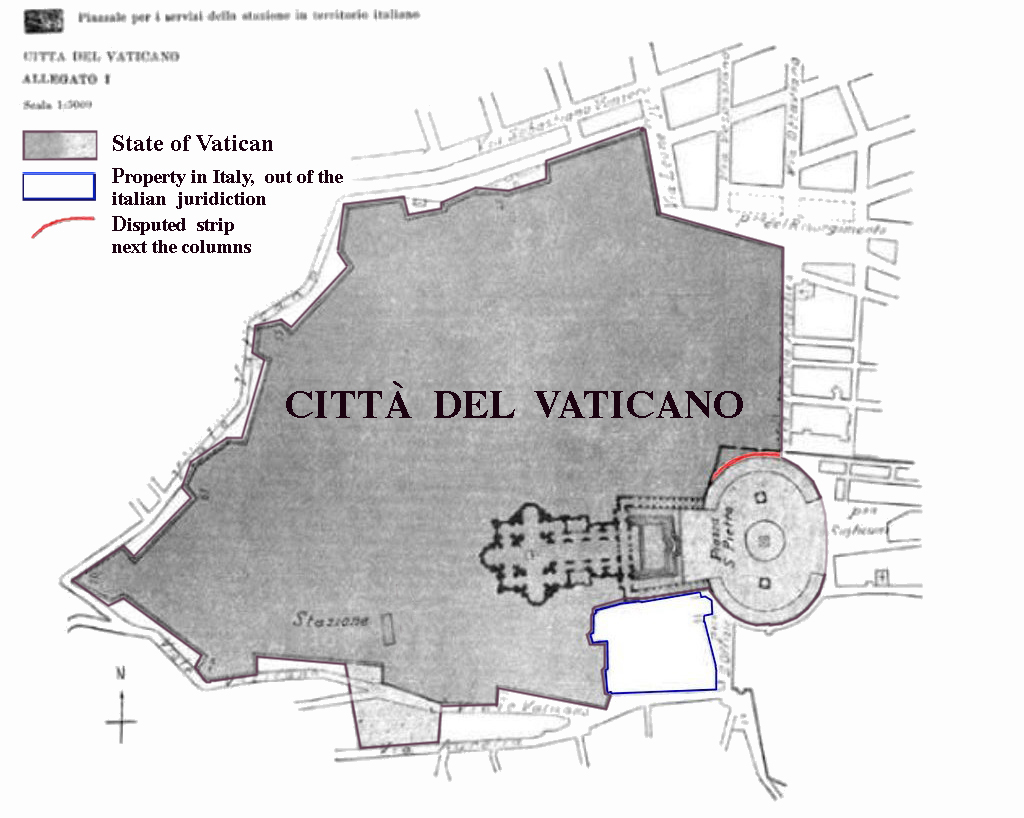
Territorio del Estado de la Ciudad del Vaticano, establecido por los Pactos de Letrán.

- Un pacto que reconoce la independencia y soberanía de la Santa Sede y que crea el Estado de la Ciudad del Vaticano.
- Un concordato que define las relaciones civiles y religiosas entre el gobierno y la Iglesia en Italia, y que se resume en el lema "Iglesia libre en Estado libre".
- Una convención financiera que proporciona a la Santa Sede una compensación por sus pérdidas en 1870.

A través del concordato, el papa acordó enviar a los candidatos para el obispado y el arzobispado al gobierno de Italia, requerir a los obispos que jurasen lealtad al Estado de Italia antes de tomar el cargo y prohibir al clero tomar parte en la política. Italia acordó acomodar las leyes sobre el matrimonio y el divorcio a las reglas de la Iglesia católica y declarar a los miembros del clero exentos de tomar parte en el servicio militar obligatorio. Estos pactos garantizaron a la Iglesia católica el estatus de Iglesia oficial del estado de Italia, así como un poder sustancial en el sistema educativo italiano.
Los pactos fueron revisados en 1984, principalmente para eliminar la religión de estado en Italia.